# 苑裡公有零售市場

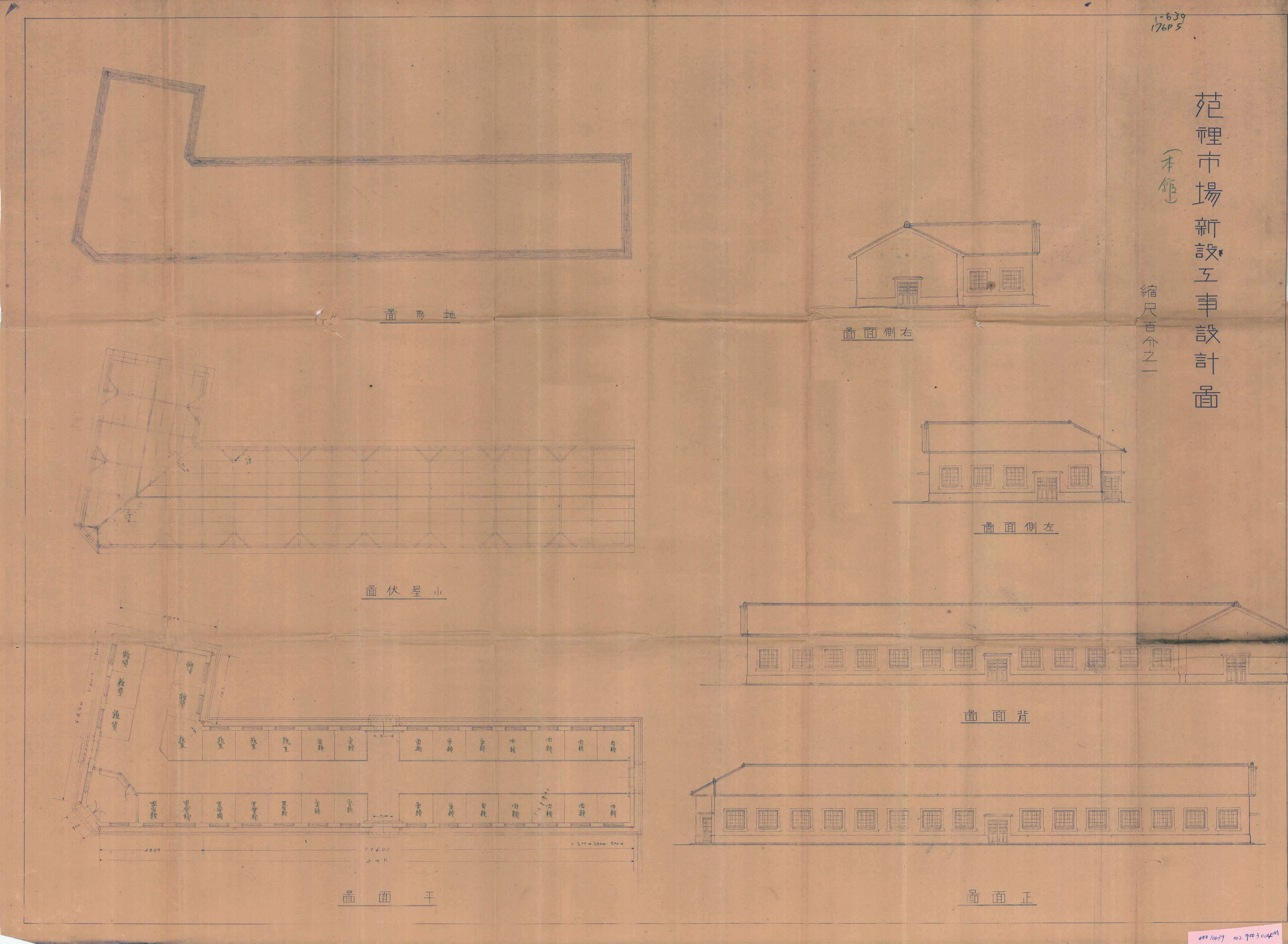
苑裡市場本館設計圖

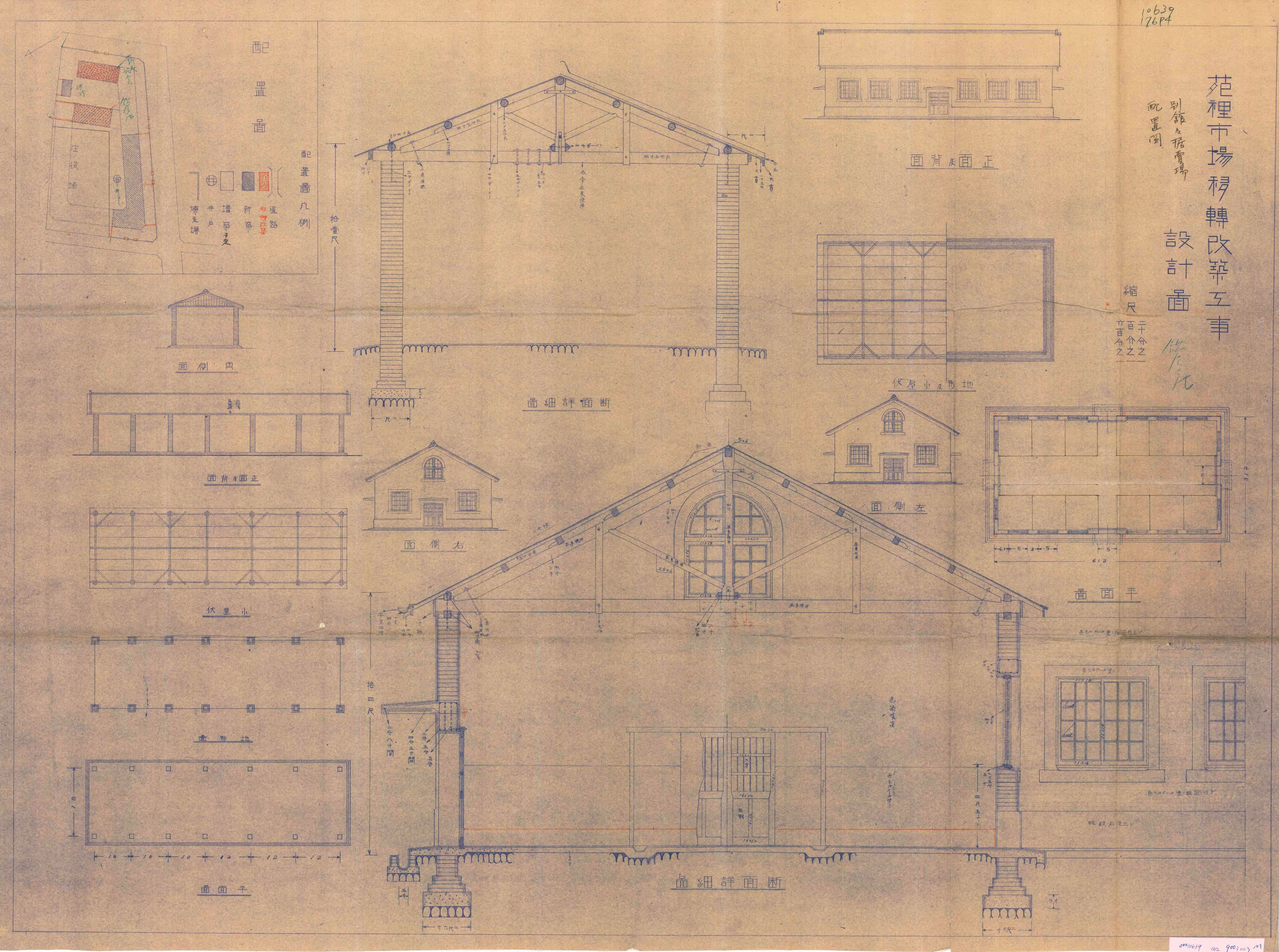
苑裡市場据賣所、別館設計圖

苑裡公有零售市場，通稱苑裡市場，是位於苗栗縣苑裡鎮的公有市場，歷史可追溯至1909年，在1934年有過擴建，在2018年9月14日清晨發生大火，燒毀部分市場建築及攤販，經文化資產調查和審議後，市場於2018年10月7日被列為暫定古蹟，2019年3月8日登錄為歷史建築。

## 沿革
苑裡市場最初建於在1907年，後於1934年擴建，依據1934年的設計圖，苑裡市場分為本館、据賣所、飲食店、便所和水井。建地增為260.3坪，建物增至145.6坪。
1937年，隔壁庄役場建築併入苑裡消費市場
2018年9月14日凌晨，苑裡市場發生火災，火場面積達270坪，有84間攤商全毀，是市場建成以來遭受到規模最大的破壞。受災攤販於火災隔日成立「苑裡百年老市場災後重建自救會」，期望市場在原址重建，並促進相關文化資產的相關研究和調查。期間因清運受災範圍的攤商財物之問題，自救會一度與苑裡鎮公所有爭執。
經文化資產調查和審議後，苑裡公有零售市場於2018年10月7日被列為暫定古蹟，2019年3月8日登錄為歷史建築，登錄範圍為据賣所建築本體、本館沿街現存牆體及別館山牆。
2022年底，劉育育擊敗尋求連任的劉秋東成為新任鎮長，並表示重建會導入公民參與機制。2023年1月，因重建遲遲未能發包，先將部分工地圍籬拆除，供民眾參觀。新任鎮長團隊針對前鎮長的設計提出檢討，並改以歷史建築為主軸重建。6月提出追加1.1億預算，鎮代會認為未附詳細資料，且尚未取得上級機關補助款，故表決擱置此案。同年8月，預算通過，將保留部分歷史建築區域，而重建工程則將於114年6月陸續完工。

## 外部連結
- 苑裡百年老市場災後重建自救會